# Pășune

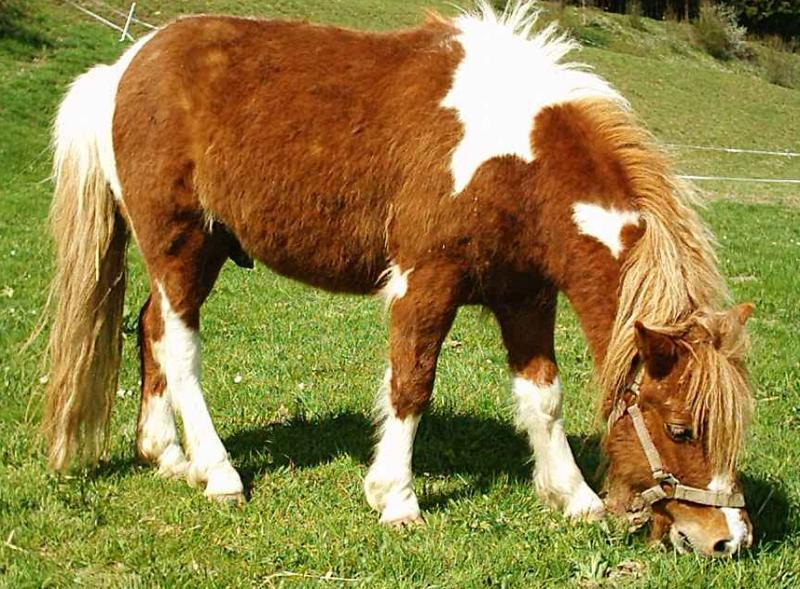
Căluţul pe păşune.

O pajiște este un teren agricol acoperit cu iarbă, care servește ca hrană (nutreț) pentru animalele erbivore. Termenul poate cuprinde și expresia de „pajiște cu flori de câmp”.După altitudine există pajiști de stepă și pajiști alpine.Unele pajiști au fost modificate de om pentru cultivarea plantelor și creșterea animalelor.

## Clasificare
După modul de folosire a pășunilor, se pot clasifica în fânețe, pășuni, izlazuri, de unde se recoltează plantele pentru însilozare sau obținerea fânului pentru iarnă prin uscare.
După regiunea în care se află, cele care se află la o anumită altitudine sunt numite pășuni alpine. Sau după timpul de folosire sunt pășuni permanente, sau pășuni cultivate. Pășunatul modern pentru a împiedica distrugerea florei printr-un pășunat excesiv se parcelează cu ajutorul unor garduri electrice, creând posibilitatea refacerii ierburilor de pe pășune.

## Reguli de folosire a pășunilor
Printre regulile de pășunat se poate aminti faptul că nu se pășunează cu ierbivore mari (bovine, cabaline) unde s-a pășunat deja cu ovine, care lasă în urma pășunatului o iarbă de lungime mică care nu poate fi consumată de ierbivorele mari.
Pășunile umede sunt un mediu prielnic de dezvoltare a unor paraziți, din care cauză acestea se folosesc ca pășuni numai în anumite perioade ale anului și după ce în prealabil au fost tratate.
„Pășunile blestemate” au fost numite acelea care erau infectate cu spori ai bacilului Antracis care producea antraxul, pe aceste locuri boala apărea la animalele de pe pășune într-un mod periodic.